# Catilinarias

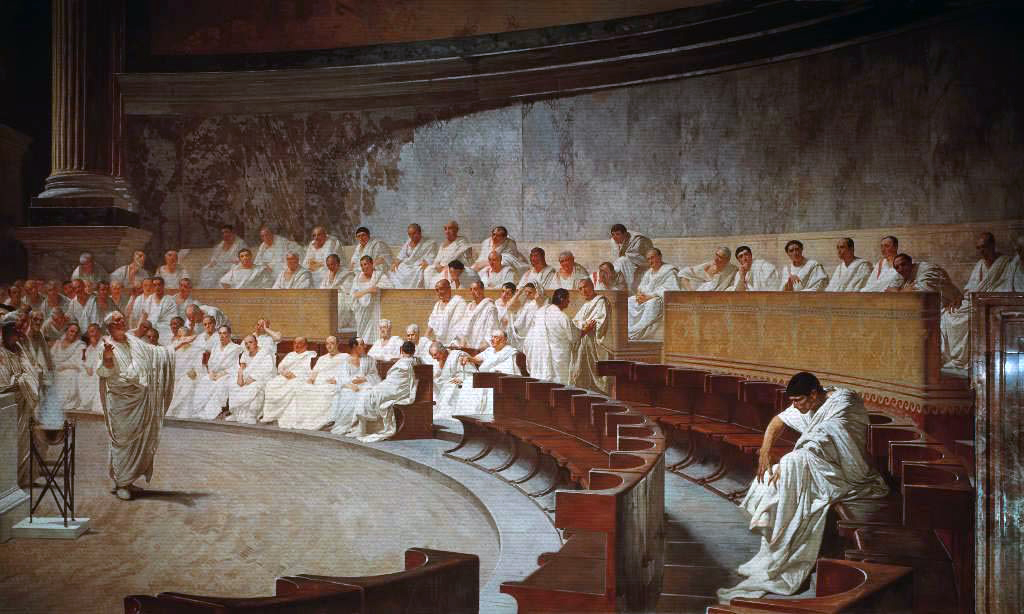
La primera catilinaria, Maccari, 1880.

Las Catilinarias son cuatro discursos de Cicerón. Fueron pronunciados entre noviembre y diciembre del año 63 a. C., después de ser descubierta y reprimida una conjura encabezada por Catilina para dar un golpe de Estado.

## El contexto de los discursos
Catilina, quien se había postulado para el cargo de cónsul tras haber perdido la primera vez, intentó asegurarse la victoria mediante sobornos. Cicerón entonces impulsó una ley prohibiendo maquinaciones de este tipo. Catilina, a su vez, conspiró con sus partidarios para matar a Cicerón y a miembros clave del Senado en el día de la elección. Cicerón descubrió el complot y pospuso la fecha de las elecciones para dar tiempo al Senado para discutir el intento de golpe de Estado.
Un día después de la fecha original de las elecciones, Cicerón habló al Senado sobre ese tema y la respuesta de Catilina fue inmediata y violenta. En respuesta al comportamiento de Catilina, el Senado emitió un senatus consultum ultimum (medida similar al estado de sitio moderno) por el cual quedó suspendida la ley regular y Cicerón, como cónsul, fue investido con poder absoluto.
Cuando finalmente se realizaron las elecciones, Catilina volvió a perder. Anticipando la derrota, los conspiradores ya habían juntado un ejército. El plan era iniciar una insurrección en toda Italia, incendiar Roma y matar a tantos miembros del Senado como fuera posible.
Pero nuevamente Cicerón estaba al tanto. El 8 de noviembre, convocó al Senado en el Templo de Júpiter Estator. Catilina asistió también a la reunión. Fue entonces cuando Cicerón pronunció la Primera Catilinaria, que comienza con la célebre frase ¿Hasta cuándo abusarás, Catilina, de nuestra paciencia? (Quousque tandem abutere, Catilina, patientia nostra?).

## Primera Catilinaria:Oratio in Catilinam Prima in Senatu Habita
En contra de lo que era habitual en los discursos del Senado, la primera Catilinaria es relativamente breve —aproximadamente 317 renglones en latín— y va directamente al grano, careciendo de exordio. El discurso comienza con una de las frases más recordadas y famosas de Cicerón:

Quousque tandem abutere, Catilina, patientia nostra?
Quam diu etiam furor iste tuus nos eludet?
Quem ad finem sese effrenata iactabit audacia?
¿Hasta cuándo abusarás, Catilina, de nuestra paciencia?
¿Hasta cuándo esta locura tuya seguirá riéndose de nosotros?
¿Cuándo acabará esta desenfrenada osadía tuya?

Catilina estaba presente cuando Cicerón pronunció el discurso en el templo de Júpiter Estator; al entrar en el mismo, los demás senadores se apartaron de él y lo dejaron solo en su escaño. Catilina trató de replicar el discurso, pero los senadores lo interrumpieron una y otra vez, acusándolo de traidor. Tantos fueron los insultos que vertieron contra Catilina, que este tuvo que salir corriendo del Senado, y poco después abandonó la ciudad y se dirigió al campamento de Manlio, quien estaba al mando del ejército rebelde. Al día siguiente, Cicerón llamó a reunión al Senado y pronunció su Segunda catilinaria.

## Segunda Catilinaria:Oratio in Catilinam Secunda ad Populum
En este discurso, Cicerón describe que Catilina había abandonado la ciudad, no partiendo hacia el exilio, como se rumoreaba, sino para unirse al ejército rebelde con el que pensaba derrocar el gobierno del Senado y del Pueblo de Roma. Describió a los conspiradores que apoyaban a Catilina como a hombres ricos endeudados, gente ansiosa de poder y riquezas, veteranos seguidores de Sila, gente arruinada que esperaba algún cambio, criminales, libertinos y demás gente de la ralea de Catilina. Aseguró al pueblo de Roma que no debían temer nada de Catilina, pues él [Cicerón], el cónsul y los dioses protegerían al Estado.
Mientras tanto, Catilina se había unido a Manlio, comandante de la fuerza rebelde. Cuando el Senado fue informado de esto, declararon a ambos enemigos públicos. Antonio, con tropas leales a Roma, fue enviado contra Catilina, mientras Cicerón quedó al cargo de la defensa de Roma. Entre este segundo discurso y el tercero, tuvo lugar la decisiva batalla entre las tropas de Catilina y las de Antonio; Catilina, al ver que todo estaba perdido, decidió suicidarse antes que entregarse al Senado romano. Esto ocurrió a principios del año 62 a. C., y posteriormente Cicerón obtuvo varios documentos y confesiones de los conspiradores, que presentó ante el Pueblo en sus siguientes discursos.

## Tercera Catilinaria:Oratio in Catilinam Tertia ad Populum
En este discurso, Cicerón llamó al regocijo de la ciudad, pues había sido salvada de la conspiración de Catilina. Presentó, además, las confesiones de todos los cómplices de Catilina. Ante el entusiasmo general, que atribuía el éxito a Cicerón, este dijo no pedir nada para sí, salvo la gratitud de Roma, y reconoció que esta victoria había sido más complicada que cualquiera ganada en el extranjero, pues los enemigos eran también ciudadanos de Roma.

## Cuarta Catilinaria:Oratio in Catilinam Quarta in Senatu Habita
En el cuarto y último discurso, Cicerón estableció las bases de la argumentación que subsiguientes oradores (principalmente Catón) emplearían en el juicio y posterior ejecución de los conspiradores. Como cónsul del Senado romano, reunido esta vez en el Templo de la Concordia (Roma), Cicerón no podía legalmente expresar ninguna opinión al respecto, pero haciendo uso de una sutil oratoria supo soslayar dicha prohibición. Aunque se conoce poco sobre este debate en el Senado (salvo este discurso de Cicerón, que muy probablemente fue alterado para su publicación), inicialmente el Senado se opuso mayoritariamente a las condenas a muerte, probablemente porque muchos de los acusados eran nobles patricios como ellos, y el desprestigio en que caería el patriciado en caso de condena sería grande. Por ejemplo, Cayo Julio César argumentó que el exilio y la inhabilitación serían castigo suficiente para Catilina y sus cómplices. Sin embargo, tras los esfuerzos combinados de Cicerón y de Catón, el Senado acabó por condenarlos a muerte.
Aunque la mayoría de los historiadores reconocen que la gestión de Cicerón durante la crisis fue impecable, y que sus discursos ante el Senado salvaron la República romana, también suelen mencionar cómo tras su éxito Cicerón comenzó a envanecerse, al tiempo que el mismo éxito que había salvado a la república hizo que surgiera en contra de Cicerón una gran envidia por parte de algunos elementos del Senado, envidia que posiblemente surgía del hecho de que Cicerón era un homo novus (hombre nuevo); es decir, un hombre que, sin pertenecer a una gens, siendo plebeyo, llegó al consulado (recordemos que Cicerón era hijo de lo que hoy llamaríamos terratenientes, sin relación con la nobleza urbana que eran los patricios).